# Fernan Gonçalvez de Seabra
Fernando González de Sanabria fue un trovador del siglo XIII.

## Biografía
Apenas quedan datos biográficos. Se cree que es un trovador nacido en Portugal, pero de ascendencia leonesa, concretamente de Sanabria, comarca de Zamora. Podría haber sido vasallo del señor portugués Fernão Fernandes de Braganza y estar activo en la segunda mitad del siglo XIII.

## Obra
Se conservan 15 obras, además de otra cantiga de amor de dudosa autoría. 14 son cantigas de amor y la restante es una cantiga de amigo.